# Dissanthelium californicum
Dissanthelium california là một loài thực vật có hoa trong họ Hòa thảo. Loài này được (Nutt.) Benth. mô tả khoa học đầu tiên năm 1881.